# 澳門巴士86T路線
澳門巴士86T路線是由澳巴與新福利聯營，由華寶花園前往亞馬喇前地的臨時巴士路線。

## 簡介及歷史
- 2019年7月23日，為配合於澳門運動場舉行的“慶祝澳門特別行政區成立二十周年—澳門國際足球邀請賽”，由中超球隊廣州富力對英超球隊修咸頓，為疏導客流，交通事務局臨時開辦本線，中途不停靠其它站點。[1][2][3][4]
- 2019年7月27日，為配合於澳門運動場舉行的2019年國際超級盃由意甲球隊國際米蘭對法甲球隊巴黎聖日耳門的賽事，交通事務局為疏導客流再度開辦本線，與上述措施相同。[1][2][3][5]

## 使用車輛
澳巴
- 宇通ZK6115HG1

新福利
- 蘇州金龍KLQ6108GQE5

## 路線資料

### 收費
| 收費類別 | 收費類別       | 費用 |
| -------- | -------------- | ---- |
| 現金     | 現金           | $6.0 |
| 澳門通   | 全民卡         | $3.0 |
| 澳門通   | 澳門錢包乘車碼 | $3.0 |
| 澳門通   | 學生卡         | $1.5 |
| 澳門通   | 長者卡         | 免費 |
| 澳門通   | 殘疾卡         | 免費 |

### 服務時間及班距
| 服務時間 | 2019年7月23日          | 2019年7月27日          |
| -------- | ---------------------- | ---------------------- |
| 華寶花園 | 球賽結束後15分鐘-23:00 | 球賽結束後15分鐘-22:30 |
| 班距     | 8分鐘                  | 8分鐘                  |

### 路線停站
| 86T  | 華寶花園 → 亞馬喇前地 | 華寶花園 → 亞馬喇前地 | 華寶花園 → 亞馬喇前地 |
| 序號 | 單向線                | 單向線                |                       |
| 序號 | 站號                  | 站名                  |                       |
| 1    | T325                  | 華寶花園              |                       |
| 2    | M172                  | 亞馬喇前地            |                       |

## 外部連結
- （繁體中文）澳門新福利公共汽車有限公司官方網站 （页面存档备份，存于）
- 澳門公共汽車有限公司(官方網站) （页面存档备份，存于）